# Ostatnia wspinaczka
Ostatnia wspinaczka (ang. Final Ascent) – film fabularny z 2000 roku, wyprodukowany na potrzeby telewizyjne. Film kręcono w miejscowościach Squamish, Vancouver oraz Whistler w kanadyjskiej prowincji Kolumbia Brytyjska.

## Zarys fabularny
Beth Martin (Lenhart) ma ogromne doświadczenie wspinaczkowe, choć nie uprawiała tego sportu od czasu wypadku, w którym zginęła jej siostra. Teraz dziewczyna postanawia przełamać niechęć do gór. Organizuje wyprawę dla studentów, a pomaga jej w tym David (Sabato Jr.), jej chłopak. Oboje nie wiedzą, że wśród towarzyszących im turystów jest trzech kryminalistów, których poszukuje FBI. Bandyci dołączyli do wspinaczy, by odzyskać łup, który znajdował się na pokładzie rozbitej w górach awionetki.

## Obsada
- Antonio Sabato Jr. jako David
- Patrick Muldoon jako Viggo
- Jürgen Prochnow jako Paul
- Heidi Lenhart jako Beth Martin
- Birgit Stein jako Fran